# Tskhenistskali
Lo Tskhenistskali (in georgiano ცხენისწყალი?, a volte traslitterato comet Tskhenistsqali o, con due parole Tskhenis Tsqli) è un fiume della Georgia settentrionale. Nasce nel massiccio del Gran Caucaso, nella parte più orientale del distretto di Lentékhi, nella bassa Svanezia.
Affluente del maggior fiume georgiano, il Rioni, è lungo 184 km.
Attraversa le piccole città di Lentékhi e Tsageri e raggiunge il Rioni nei pressi di Samtredia.